# Guerre et Paix (mini-série)
Pour les articles homonymes, voir Guerre et Paix (homonymie).
Guerre et Paix est une mini-série franco-italo-allemande, réalisée en 2007 par Robert Dornhelm. Elle a été diffusée en France en 4 épisodes en novembre 2007 sur France 2 ainsi qu'en Belgique au mois d'octobre 2007 sur la RTBF.

## Synopsis
Il s'agit de l'adaptation en quatre épisodes du grand roman Guerre et Paix de Léon Tolstoï, œuvre elle-même découpée en 4 volumes.

## Fiche technique
La bande originale est composée par Jan Kaczmarek

## Distribution
- Alexander Beyer (VF : Xavier Fagnon) : Pierre Bézoukhov
- Clémence Poésy (VF : elle-même) : Natacha Rostov
- Alessio Boni (VF : Bruno Choël) : Prince André Bolkonsky
- Malcolm McDowell (VF : Féodor Atkine) : Prince Nicolas Bolkonsky
- Andrea Giordana (VF : Gabriel Le Doze) : Comte Rostov
- Brenda Blethyn (VF : Colette Venhard) : Márja Dmitrijewna Achrosímowa
- Violante Placido (VF : Pascale Chemin) : Hélène Kouraguine
- Toni Bertorelli : Basile Kouraguine
- Hannelore Elsner (VF : Anne Kerylen) : Comtesse Rostov
- Benjamin Sadler : Dolokhov
- Pilar Abella : Mademoiselle Bourienne
- Ken Duken (VF : David Krüger) : Anatole Kouraguine
- Hary Prinz (VF : Marcel Guido) : Vassili Dmitritch Denissov
- Vladimir Ilyin (VF : Bernard-Pierre Donnadieu) : Mikhaïl Koutouzov
- Dmitri Isayev (VF : Donald Reignoux) : Nicolas Rostov
- Valentina Cervi (VF : Gaëlle Marie) : Marie Bolkonskaïa
- Élodie Frenck (VF : elle-même) Lise
- Scali Delpeyrat : Napoléon Ier
- Frédéric Gorny : Ramballe
- Igor Kostolevsky : Alexandre Ier de Russie
- Ana Caterina Morariu (VF : Alexandra Garijo) : Sonia Rostova

Sources V.F. : Carton de doublage lors de la diffusion sur France 2.